# Audronė Pitrėnienė
Audronė Pitrėnienė (* 21. Juli 1958 in Lenkimai, Rajongemeinde Skuodas) ist eine litauische Bildungsmanagerin und Politikerin, ehemaliges Seimas-Mitglied. Von 2015 bis 2016 war sie Bildungsministerin Litauens.

## Leben
Nach dem Abitur 1976 an der Mittelschule Ylakiai bei Skuodas absolvierte Pitrėnienė 1984 das Diplomstudium an der Pädagogischen Universität (VPU) in Vilnius und wurde Lehrerin für Biologie und Landwirtschaft. 2004 absolvierte sie das Studium der Edukologie an der Pädagogischen Fakultät der Universität in Klaipėda.
Von 1984 bis 1986 lehrte Pitrėnienė am Handelstechnikum in Vilnius und ab 1986 als Schullehrerin in der Rajongemeinde Skuodas. Von 1999 bis 2004 war sie Direktorin des Gymnasiums. Von 2004 bis 2008 war sie Mitglied des Seimas, gewählt im Wahlbezirk Skuodas-Mažeikiai. 2010 leitete sie Amtsbezirk Mosėdis. Von 2012 bis 2016 war sie wieder Seimas-Mitglied. Vom 28. Mai 2015 bis 13. Dezember 2016 war sie auch litauische Bildungs- und Wissenschaftsministerin im Kabinett Butkevičius. Sie wurde von Dalia Grybauskaitė ernannt. Ab  2017 leitete sie als Direktorin die Kinderkrippe-Kindergarten in Skuodas. Von 2023 bis 2024 war sie Vizebürgermeisterin von Skuodas. Seit 2024 leitet sie den Kindergarten von Skuodas.
Ab 2003 war Pitrėnienė Mitglied von  Darbo partija. Sie ist Mitglied von Lietuvos regionų partija.

## Familie
Pitrėnienė ist verheiratet. Mit ihrem Ehemann Aurelijus Pitrėnas hat sie die Söhne Tomas Matutis und Aurelijus Pitrėnas.